# Димитър Мавродиев (футболист)
Димитър Георгиев Мавродиев е български футболист, централен защитник, роден на 15 декември 1989 година в град Гоце Делчев.

## Кариера
Мавродиев започва да тренира футбол в „Пирин“ (Гоце Делчев) с който подписва и първия си професионален договор през 2008 г. През 2009 г. преминава в отбора на „Места“ (Хаджидимово) под наем. Следва трансфер в гръцкия втородивизионен „Анагенниси Кардица“, където за две години записва 44 мача в гръцката Суперлига и отбелязва 2 гола. В началото на 2012 г. защитникът се прибира в родината и подсилва  ОФК Несебър във Втора лига, записвайки 21 мача и 1 попадение. Следва завръщане в родния „Пирин“ (Гоце Делчев) и 18 мача в Първа лига. Следват трансфери във ФК „Германея“ (Сапарева баня) и ФК „Рилски спортист“ (Самоков) и втори период в Гърция в трета дивизия с тима на Hersonissos от остров Крит. През 2017 г. преминава във „Пирин“ (Разлог), за който играе до края на 2023 г., като води и юношите в продължение на пет години. На 1 юни 2022 г. е назначен за играещ старши треньор на клуба. Води и втория отбор на клуба, както и две юношески формации. Остава начело на „Пирин“ (Разлог) до 11 ноември 2023 г. От началото на 2024 г. е част от ОФК „Костенец“.